# Гончар Віктор Йосипович
Віктор Йосипович Гончар (біл. Віктар Ёсіфавіч Ганчар; 7 вересня 1958, Родічава, Мінська область — 16 вересня 1999 (?)) — білоруський політик, безслідно зниклий в 1999 році разом з Анатолієм Красовським.

## Біографія
На президентських виборах 1994 року Віктор Гончар був одним з керівників виборчого штабу Олександра Лукашенка. З 1994 року Гончар був заступником голови уряду Білорусі.
З 1995 р. — депутат Верховної Ради Білорусі, заступник голови.
Напередодні референдуму 1996 і в 1998 р. — голова Центральної виборчий комісії.
Віктор Гончар брав активну участь у роботі Верховної Ради під час конституційної кризи 1996 року, був одним з найбільш активних ініціаторів процесу імпічменту О. Лукашенка.
У травні 1999 року Віктор Гончар організував кампанію з виборів президента Білорусі, яка була зірвана владою.
Після від'їзду Семена Шарецького з Білорусі взяв на себе обов'язки Голови Верховної Ради Білорусі.
16 вересня 1999 року Віктор Гончар разом зі своїм другом, бізнесменом Анатолієм Красовським зникли безвісти. Пізніше на місці, де найнеймовірніше сталося викрадення, були знайдені осколки скла автомобіля і сліди крові.

### Версія Гаравського
В грудні 2019 колишній спецпризначенець Юрій Гаравський дав інтерв'ю Deutsche Welle, в якому назвав себе бійцем «ескадрону смерті» і розповів відомі йому подробиці викрадень і вбивств білоруських опозиціонерів. За його словами, Вітора Гончара наказали ліквідувати тому, що той мав компромат на президента Олександра Лукашенка. Гончара і його друга бізнесмена Анатолія Красовського викрали біля лазні на вулиці Фабричній у Мінську. Їх убили в лісі біля бази Спеціального підрозділу швидкого реагування між Богомлем і Докшицями.
Всього було вісім осіб. Гаравський і Панков працювали з Гончарем, а Бородач і Кожевников — з Красовським. Гончар і Красовський останніми вийшли з лазні, сіли в авто. Вулиця була темна (ліхтарі не працювали), людей не було (це контролювали). Коли авто рушило, «ескадрон» перекрив їхній рух. Гаравський підійшов і розбив скло заздалегідь приготованим металевим ланцюгом довжиною бл. 50 сантиметрів. Панков відчинив двері, Гаравський взявся душити Гончара ланцюгом, дістав його із машини, поклав на землю.
Згодом обох убив командир «ескадрону» Дмитро Павліченко, виконавши по два постріли в серце. Їхні речі спалили, роздягнені тіла поховали в заздалегідь викопаній ямі глибиною 4-5 метрів. За викрадення і вбивство Гончара і Красовського бійцям дали по 1000 доларів США. Джип, на якому Гончар і Красовський їхали з лазні, роздушили БТРом і закопали.